# James H. MacDonald
James Hugh MacDonald (* 15. März 1832 in Inverness, Schottland; † 19. Januar 1889 bei Elmwood, Michigan) war ein US-amerikanischer Politiker. Zwischen 1887 und 1889 war er Vizegouverneur des Bundesstaates Michigan.

## Werdegang
1848 kam James MacDonald aus seiner schottischen Heimat in die Vereinigten Staaten, wo er zunächst als Lieferbote in einem Laden in einer Kleinstadt in Pennsylvania arbeitete. Später war er für einige Jahre als Eisenbahnarbeiter tätig. Von Pennsylvania zog er im Jahr 1854 nach Ohio und drei Jahre später nach Wisconsin. Zwischen 1859 und 1863 war er Vorarbeiter beim Eisenbahnbau auf Kuba. Dann kam er nach Michigan, wo er für die Chicago and North Western Railway arbeitete. Ab 1876 war er auch im Bergbau tätig.
Politisch schloss sich MacDonald der Republikanischen Partei an. 1886 wurde er an der Seite von Cyrus G. Luce zum Vizegouverneur von Michigan gewählt. Dieses Amt bekleidete er nach einer Wiederwahl zwischen 1887 und seinem Tod am 19. Januar 1889. Dabei war er Stellvertreter des Gouverneurs und Vorsitzender des Staatssenats. James MacDonald starb bei einem Eisenbahnunfall nahe Elmwood. Sein Nachfolger als Vizegouverneur wurde der President Pro Tempore des Staatssenats, William Ball.